# 触球
触球（しょっきゅう）とは、野球において、走者の身体又は塁にボールを所持した野手が触れる守備行為を指す。
英語ではtag（タッグ）という。日本のマスコミでは、触球・タッグに代わって、ほとんどタッチ (touch) という語を用いている。ソフトボールではルール用語として公式に「タッチ」が用いられている。
野手の塁への触球を触塁（しょくるい）という者もいるが、触塁は、走者が塁に触れて塁を占有する行為を指す用語である。

## 概要
反則行為をしていない走者をアウトにする場合、その唯一の方法が野手の触球である。触球を以てアウトを取った野手には、刺殺が記録される。
触球には、「走者の身体への触球」と「塁への触球」の2種類があり、状況により、そのどちらを用いてもよいときや、前者でなければならないときなどがルールで規定されている。

## 走者の身体への触球

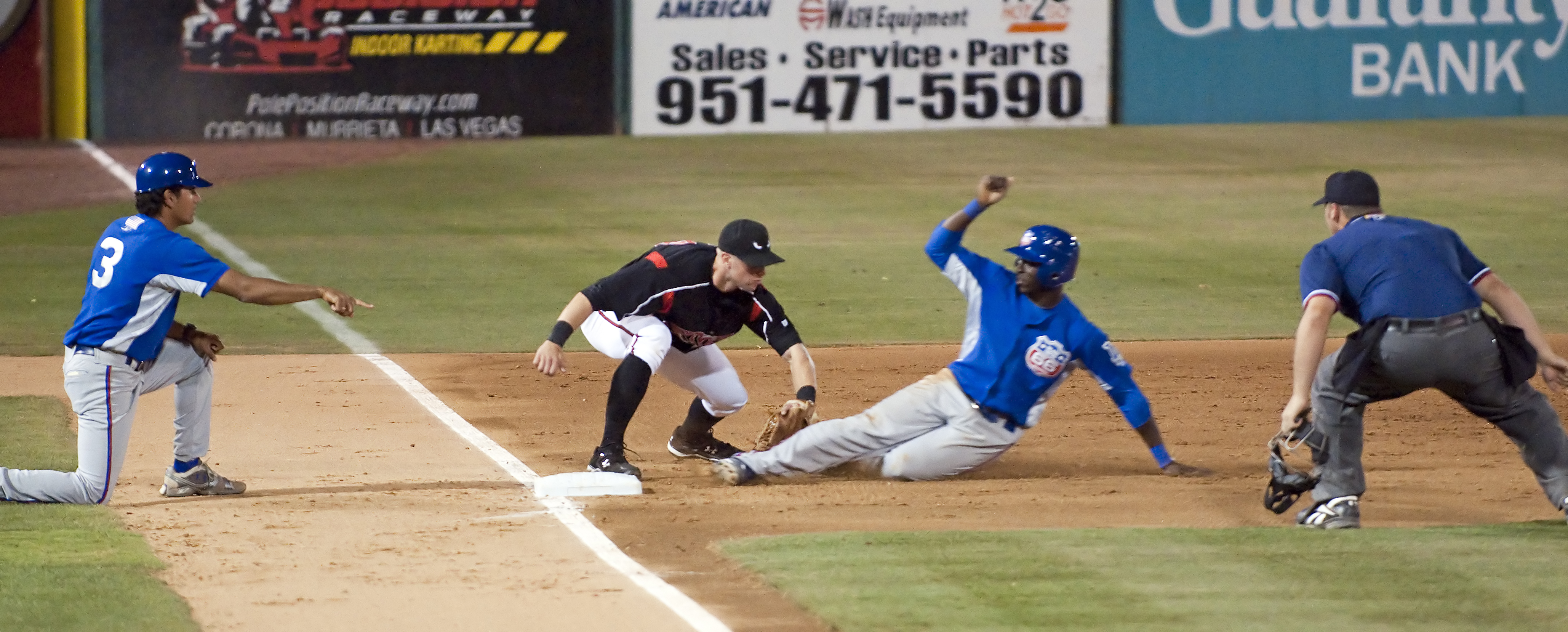
走者の身体へ触球する野手(James Darnell)

ボールを野手が確実にしっかりと保持（確保）し、そのボールを走者の身体に触れさせる、あるいは、グラブまたは手でボールをつかみ、そのつかんでいるグラブまたは手で走者の身体に触れる必要がある。ボールをつかんでいる方とは反対側の手で走者の身体にタッチしても走者はアウトにならない。触球後も野手はボールを保持している必要があり、走者との衝突時にボールを落としたり、グラブや手の上でジャッグルした場合には、「確実にしっかりと」保持していたことにならず、走者はアウトにならない。触球後のボール保持時間に定めは無く、判断は審判員による。
走者の身体への触球はエキサイティングなプレイである事が多く、アウトかセーフかがギリギリのタイミングでよく発生する。そのため、走塁妨害や守備妨害といった反則が起こる可能性もある。野手は、まさに打球や送球を受けようとしている時やボールを保持したあとならば、触球を果たすために走路に位置しても構わないが、それ以外のときに走者の進路を塞いだ場合は審判員に走塁妨害を宣告される。

## 塁への触球

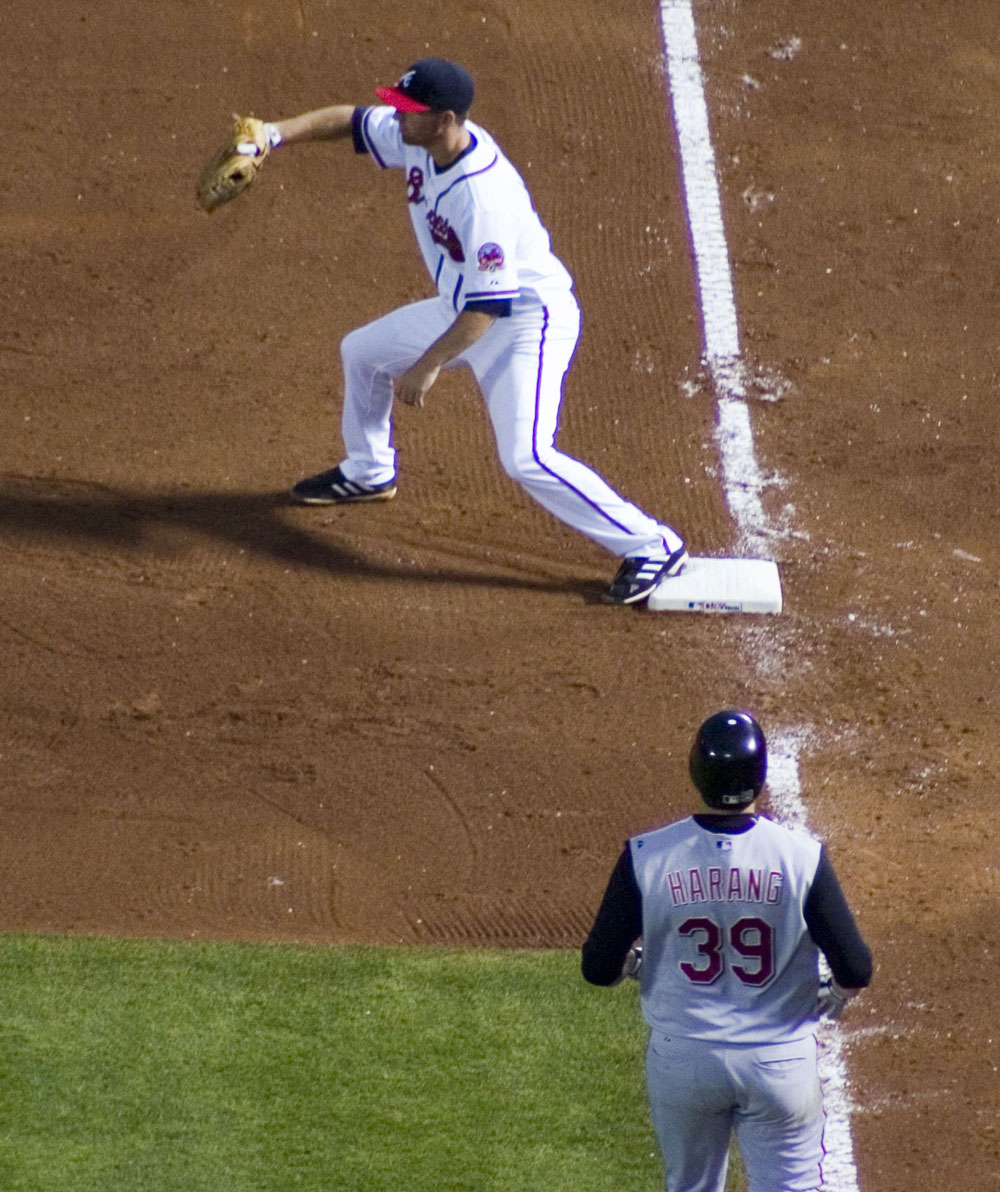
打者走者をアウトにするために一塁に触球する一塁手

ボールを野手が確保し、その身体の一部を塁に触れれば、塁への触球が完成する。この際、塁に触れる身体の部位に定めは無い。多くの場合、ボールを持った野手が塁を足で踏むことで行われるが、たとえボールを保持した側と反対側の手またはグラブで塁に触れたり、ボールを保持した野手が塁に尻もちをついたとしても、塁へ触球したとみなされる。
塁への触球を果たす際に最も多いのは、ボールを持った野手が塁近辺の野手に向けて送球する方法である。捕球する側の野手は塁に予め足を触れておき（ベースカバー）、そのまま送球を捕球すれば迅速な触球が完成する。この場合でもグラブや手の上でボールがジャッグルしているような状態では正規な捕球とはみなされず、その後にボールを確実に保持（確捕）できたとしても、確捕以前に走者が塁に触れていればアウトとはならない。また、ボールがグラブの網などに挟まって取り出せなくなったためグラブごと投げつけた場合、塁に触れた野手がこれを胸に抱え込むように保持したところ完全捕球と認められなかった事例もある。